# Liste der ORF-2-Sendungen

Senderlogo von ORF2

Die Liste der ORF 2-Sendungen ist eine Auswahl laufender und eingestellter Sendungen des Fernsehsenders ORF 2.

## Information
Leiter der ORF-TV-Information sind die Chefredakteure Karl Amon und Johannes Fischer.
- Bundesland heute
- Report
- Weltjournal
- Weltjournal +
- Hohes Haus
- Zeit im Bild (tagesaktuelle Nachrichten)

## Talkshows
- Die Barbara Karlich Show
- Im Zentrum
- Stöckl
- Vera

## Kultur und Geschichte
- Seitenblicke
- Menschen & Mächte
- Matinee
- dok.Film
- ZIB 2 History

## Kochshows
- Schmeckt perfekt (früher Frisch gekocht ist halb gewonnen bzw. Frisch gekocht)

## Religion
- kreuz und quer
- Orientierung
- Religionen der Welt
- Was ich glaube
- Gottesdienstübertragungen

## Infotainment
- Eco
- Thema
- Guten Morgen Österreich
- Aktuell nach eins
- Aktuell nach fünf
- Studio 2
- konkret
- Bewusst gesund – das Magazin
- Zurück zur Natur
- Natur im Garten
- Am Schauplatz

## Wissenschaft und Technik
- Universum
- Mobilitas – alles, was uns bewegt

## Sport
- Sport aktuell

## Show

### Eigenproduktionen
- Stadlshow (ehemals Musikantenstadl)
- Die Millionenshow
- Klingendes Österreich
- Harrys liabste Hütt’n
- 9 Plätze – 9 Schätze

### Fremdproduktionen
- Eurovision Song Contest in internationaler Gebärdensprache (ORF 2 Europe)

## Serien

### Eigenproduktionen
- Tatort

### Fremdproduktionen
- Sturm der Liebe
- Der Bergdoktor
- Der Alte
- Der Staatsanwalt
- Die Chefin
- Ein Fall für zwei
- Die Rosenheim-Cops
- Um Himmels Willen

## Eingestellte Sendungen

### Information
- Extrazimmer
- Wochenschau
- Auslandsreport
- Inlandsreport

### Talkshows
- Club 2
- Stöckl am Samstag
- Vera exklusiv

### Kultur und Geschichte
- A.viso
- art.genossen
- euro.film
- Treffpunkt Kultur
- Dokumente
- orf.music.night
- Balkanexpress
- kunst-stücke
- Trailer

### Religion
- Lehre des Buddha
- Stimme des Islam

### Infotainment
- heute leben (2007–2012 unter dem Obertitel Jahreszeit und je nach Jahreszeit als Sommerzeit, Frühlingszeit, Herbstzeit und Winterzeit).
- Daheim in Österreich
- Alltagsgeschichte
- Lebens-Künstler
- Primavera
- Willkommen Österreich
- Aktenzeichen XY … ungelöst (früher ORF 1, dann ORF 2, heute nur mehr im ZDF)

### Shows
- Bingo
- Die Brieflosshow
- Oh, du mein Österreich
- Wurlitzer

### Serien
- Kaisermühlen Blues
- Kottan ermittelt
- MA 2412
- 11er Haus
- Die Piefke-Saga
- Der Winzerkönig
- Kommissar Rex
- Oben Ohne
- Die Neue
- Sinan Toprak
- Dolce Vita & Co
- Tessa – Leben für die Liebe
- Schlosshotel Orth
- Ein Schloß am Wörthersee

Fremdproduktionen
- Familienstreit de Luxe
- Seinfeld
- Columbo
- Mankells Wallander
- Chaos City
- Derrick
- Caroline in the City
- Der Pfundskerl
- Reich und Schön
- Dr. Stefan Frank – Der Arzt, dem die Frauen vertrauen
- Klinik unter Palmen
- Rote Rosen
- Bianca – Wege zum Glück
- Wege zum Glück
- Alisa – Folge deinem Herzen
- Hanna – Folge deinem Herzen